# Clasicism

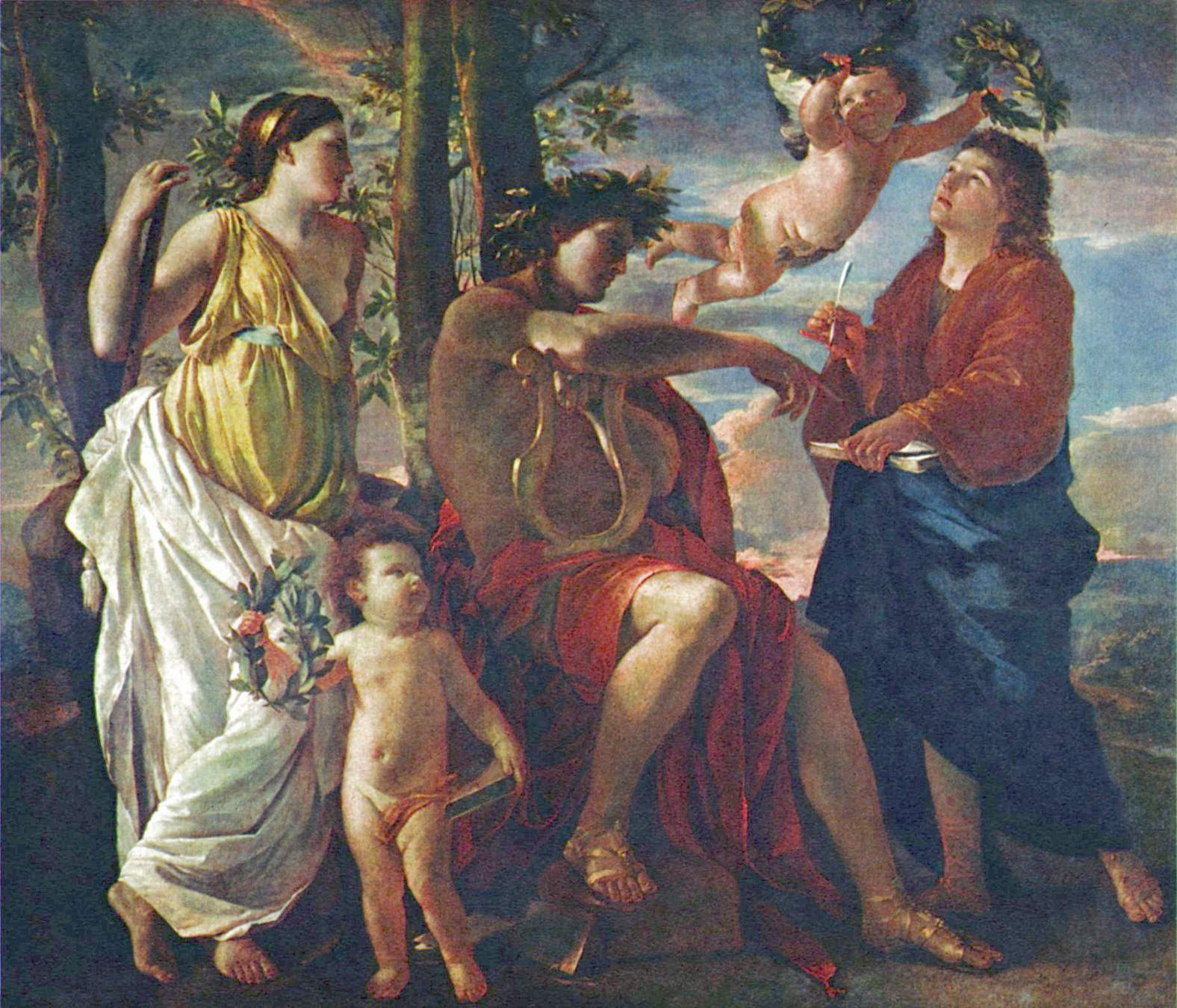
The Inspiration of a Poet
Nicolas Poussin, 1630

Clasicismul antic este un ansamblu de trăsături proprii culturii antice greco-latine din cel mai înalt stadiu de dezvoltare al ei, caracterizat prin armonie, puritate, sobrietate etc.
Clasicismul este un curent literar-artistic, având centrul de iradiere în Franța, ale cărui principii au orientat creația artistică europeană între secolele al XVII-lea și al XVIII-lea. Pornind de la modelele artistice (arhitectură, sculptură, literatură) ale Antichității, considerate ca întruchipări perfecte ale idealului de frumusețe și armonie, clasicismul aspiră să reflecte realitatea în opere de artă desăvârșite ca realizare artistică, opere care să-l ajute pe om să atingă idealul frumuseții morale. Urmărind crearea unor opere ale căror personaje să fie animate de înalte idealuri eroice și principii morale ferme, scriitorii clasici s-au preocupat în mod special de crearea unor eroi ideali, legați indisolubil de soarta statului, înzestrați cu cele mai înalte virtuți morale și capabili de fapte eroice. Aceste personaje, de regulă regi sau reprezentanți ai aristocrației, erau prezentați în odă, imn, poem epic, tablou istoric, tragedie, socotite ca specii superioare ale literaturii. Modul de viață al burgheziei, aflată în plină ascensiune în epoca respectivă, era lăsat pe planul doi, de aceasta ocupându-se speciile literare socotite inferioare (comedia, satira, fabula). Aceste specii erau considerate modele negative, ele ocupându-se în special de înfierarea anumitor vicii (comedia era văzută de Aristotel ca „înfierare” a viciilor), de prezentarea unor aspecte negative care trebuie îndreptate. Clasicismul înseamnă în primul rând ordine (pe toate planurile), echilibru, rigoare, normă, canon, ierarhie și credință într-un ideal permanent de frumusețe. Înseamnă ordine obiectivă, perfecțiune formală (care va fi găsită în acele modele de frumusețe perfecte - modelele clasice), înseamnă prevalare a rațiunii asupra fanteziei și pasiunii. Printre reprezentanții de marcă ai clasicismului pot fi amintiți: Nicolas Boileau (Arta poetică, tratat de poetică normativă clasică), Pierre Corneille (Cidul - tragedie), Jean Racine (Fedra - tragedie), Moliere (Avarul - comedie), La Fontaine (Fabule).

## Istorie
În contrast cu arta barocă, în secolul al XVII-lea, în Europa, se afirmă o artă bazată pe echilibru și rigoare: arta clasică. Regulile stricte vin atunci să definească pictura, literatura, muzica, sculptura și arhitectura. Epoca de aur a clasicismului este perioada care, în Franța, corespunde regilor Ludovic al XIII-lea și Ludovic al XIV-lea. Marile state ale Europei își afirmă puterea încurajând o artă care să respecte ordinea stabilă. Exemplul lui Velázquez (1599-1660) sau al lui Rembrandt (1606-1669), precum și cel al picturii de gen demonstrează că triumful modelului clasic nu este total.

## Caracteristici
- Imitarea naturii în aspectele esențiale ale omului și vieții, după modelul antic;
- Finalitatea operei clasice este deopotrivă estetică și etică;
- Cadrul de desfășurare a ceea ce gândesc și înfaptuiesc personajele este unul decorativ, rece și indiferent, fără vreo influență asupra acestora;
- Subliniează necesitatea de a realiza o armonie internă a operei, obligația de a nu amesteca genurile și de a respecta principiul verosimilității;
- Eroii clasici sunt oameni tari, propriii lor stăpâni, care își fac întodeauna datoria, învingându-și sentimentele potrivnice;
- Spre deosebire de romantism, care pune accent pe sentimente, în operele literare clasice este regăsită rațiunea, ca element definitoriu al omului;
- În majoritatea operelor clasice compoziția este echilibrată, având diverse motto-uri, remarcându-se și solemnitatea discursului literar.